# Santiago Uganda
Santiago Uganda Ndelo Ngola o Rey Uganda (1845-9 de junio de 1960) fue el último rey de Corisco y los ndowés o bengas, entre 1906 y 1960. Fue uno de los primeros líderes independentistas de Guinea Ecuatorial.

## Biografía
Sucedió como rey en 1906 a Fernando Utimbo y reunificó el trono de los ndowés que permanecía separado en dos ramas (Cabo San Juan y el norte de la isla) desde 1843. Al año siguiente de su coronación, recibió el reconocimiento del gobernador colonial español.
El Rey Uganda denunció el maltrato a los nativos por parte de los colonos y la falta de justicia entre blancos y negros. Abogó por la independencia del pueblo ndowé.
No fue bien visto por las autoridades políticas y religiosas españolas, ya que era protestante y no católico, y reclamaba el cumplimiento de los acuerdos de Tika de 1843. Además, se le criticaba su poco amor por España. El gobernador militar Leoncio Fernández recomendó su marginación. A pesar de esto, fue condecorado con la medalla de Alfonso XII. En 1944 las autoridades coloniales le concedieron la medalla de África o de la Paz.
A su muerte en el Hospital de Cogo, el 9 de junio de 1960, España no permitió que le sucediera ninguno de sus hijos y disolvió la monarquía, siendo por consiguiente Santiago Uganda el último rey ndowé.
Su hijo José Perea Epota fue un líder independentista de la Idea Popular de Guinea Ecuatorial (IPGE).
Tras el Golpe de la Libertad en 1979, el gobierno de Teodoro Obiang homenajeó al Rey Uganda colocando su efigie en los billetes de 500 ekwele.